# Zala (rivier)
De Zala is een rivier die stroomt door Hongarije, Slovenië en Oostenrijk. Hij ontspringt op een aantal heuvels op de grens van Slovenië en Oostenrijk en mondt uit in het Balatonmeer. De Zala is 139 kilometer lang en voert 6 m³ per seconde af.

## Tracé
De Zala begint bij Szalafő, een Hongaars dorp, dichtbij bij het drielandenpunt met Oostenrijk en Slovenië. Na korte passages door die twee landen, stroomt hij terug naar Hongarije, in de Comitaten Vas en Zala. Hier passeert het riviertje de volgende steden: Zalaegerszeg en Keszthely. Kort na Kis-Balaton mondt hij uit in het Balatonmeer.

## Afvoer
De gemiddelde afvoer van de Zala is 6 m³/s.
Om het water uit het Balatonmeer af te kunnen voeren, werd het Sió kanaal gegraven af naar de Donau. Dit is handig om in natte perioden wateroverlast te kunnen voorkomen.
- Gemeinsame Normdatei: 4238735-8
- Virtual International Authority File: 248265879